# Simon Hočevar
Simon Hočevar (Liubliana, 27 de febrero de 1974) es un deportista esloveno que compitió en piragüismo en la modalidad de eslalon. Ganó tres medallas en el Campeonato Mundial de Piragüismo en Eslalon entre los años 1993 y 2002, y tres medallas en el Campeonato Europeo de Piragüismo en Eslalon entre los años 1996 y 2004.

## Palmarés internacional
| Campeonato Mundial | Campeonato Mundial            | Campeonato Mundial | Campeonato Mundial |
| Año                | Lugar                         | Medalla            | Competición        |
| ------------------ | ----------------------------- | ------------------ | ------------------ |
| 1993               | Mezzana (Italia)              | Medalla de oro     | C1 por equipos     |
| 1997               | Três Coroas (Brasil)          | Medalla de bronce  | C1 por equipos     |
| 2002               | Bourg-Saint-Maurice (Francia) | Medalla de bronce  | C1 por equipos     |
| Campeonato Europeo |                               |                    |                    |
| Año                | Lugar                         | Medalla            | Competición        |
| 1996               | Augsburgo (Alemania)          | Medalla de oro     | C1 individual      |
| 1996               | Augsburgo (Alemania)          | Medalla de bronce  | C1 por equipos     |
| 2004               | Skopie (Macedonia)            | Medalla de bronce  | C1 por equipos     |